# 草酸镁
草酸镁是镁的草酸盐，化学式 MgC2O4。 草酸镁是一种白色固体，有两种形式：无水形式和二水形式，其中两个水分子与该结构络合。两种形式实际上都不溶于水，也不溶于有机化合物。

## 制备和反应
草酸镁可以由可溶性镁盐和草酸盐的复分解反应制得：
Mg2+ + C2O42− → MgC2O4
合成草酸镁一般是混合 Mg(NO3)2 和 KOH ，然后加入草酸二甲酯，化学式 (COOCH3)2。
当加热时，草酸镁会分解。 首先，二水合草酸镁在 150 °C 的高温下会脱水，形成无水合物。
MgC2O4•2H2O → MgC2O4 + 2 H2O
更进一步的加热无水草酸镁会产生氧化镁和碳氧化物。这个分解反应在 420 °C 至 620 °C 的温度下发生。首先，一氧化碳和碳酸镁会因为草酸镁的分解而形成。然后，一氧化碳被氧气氧化成二氧化碳，而碳酸镁也进一步分解成了氧化镁和二氧化碳：
MgC2O4 → MgCO3 + CO
CO + 1/2 O2 → CO2
MgCO3 → MgO + CO2
草酸镁二水合物已经用于合成纳米尺寸的氧化镁颗粒，其比常规方法合成的纳米颗粒具有更大的表面积与体积比，并且对于各种应用是最佳的，例如催化。通过使用溶胶-凝胶合成，将镁盐（在这种情况下为草酸镁）与胶凝剂混合可以生产纳米级的氧化镁颗粒。 

## 健康和安全
草酸镁对皮肤和眼睛有刺激性。如果吸入，会刺激肺部和粘膜。草酸镁没有已知的慢性影响，也没有任何致癌作用。  草酸镁不易燃且稳定，但在着火条件下会放出有毒烟雾。根据OSHA，草酸镁被认为是有害的。 